# Ministerpräsident von Arzach
Der Ministerpräsident von Arzach ist der Regierungschef der international kaum anerkannten Republik Arzach. Dies ist eine Liste der Premierminister der Republik Bergkarabach seit dem 8. Januar 1992, als dieses Amt geschaffen wurde. Der Amtsinhaber ist seit dem 14. September 2007 Arajik Harutjunjan.

## Die Liste (seit 1992)
| # | Name                 | Amtsantritt        | Ende               | Partei            |
| - | -------------------- | ------------------ | ------------------ | ----------------- |
| 1 | Oleg Jesajan         | 8. Januar 1992     | August 1992        | (keine)           |
| 2 | Robert Kotscharjan   | August 1992        | Dezember 1994      | (keine)           |
| 3 | Leonard Petrosjan    | Dezember 1994      | Juni 1998          | (keine)           |
| 4 | Schirajr Poghosjan   | Juni 1998          | 24. Juni 1999      | (keine)           |
| 5 | Anuschawan Danieljan | 30. Juni 1999      | 12. September 2007 | (keine)           |
| 6 | Arajik Harutjunjan   | 14. September 2007 | amtierend          | Freies Mutterland |